# Procryptocerus curvistriatus
Procryptocerus curvistriatus is een mierensoort uit de onderfamilie van de Myrmicinae. De wetenschappelijke naam van de soort is voor het eerst geldig gepubliceerd in 1949 door Kempf.